# Baikal-Lena-Naturreservat
Das Baikal-Lena-Naturreservat (russisch Байкало-Ленский заповедник) ist ein russisches Naturschutzgebiet, das in der Oblast Irkutsk im Baikalgebirge liegt. Das Schutzgebiet umfasst eine Gesamtfläche von 6599 Quadratkilometern und gehört zum UNESCO-Welterbe. Es erstreckt sich vom Kap Oncholoi im Süden bis zum Kap Jelochin im Norden längs des Westufers des Baikalsees. Unter den größten russischen Naturreservaten steht es an 14. Stelle. Auf seinem Territorium entspringt die Lena, der weltweit zehntgrößte Fluss. Es ist Lebensraum für tausende Pflanzenarten, eine große Braunbärenpopulation, die einzigartige im Süßwasser lebende Baikalrobbe sowie 50 andere Säugetierarten und 240 Vogelarten, darunter Schwarzstorch und Samtente.

## Geschichte
Das Baikal-Lena-Naturreservat wurde auf Beschluss des Ministerrates der Russischen Sozialistischen Föderativen Sowjetrepublik (RSFSR) auf den Territorien der Rajons Katschug und Olchon der Oblast Irkutsk auf am 5. Dezember 1986 gegründet. 93 Prozent seiner Fläche liegen allein im Rajon Katschug. Das Naturschutzgebiet erstreckt sich etwa 120 km von Süden nach Norden entlang des Westufers des Baikalsees. Seine mittlere Breite beträgt ca. 65 km und sein Gesamtumfang etwa 520 km. Seine Gründung ist mit der Wiederherstellung und Erweiterung der Fläche des Bargusin-Naturreservates verbunden, dessen Fläche 1951 verkleinert worden war. In der zweiten Hälfte der 1950er Jahre setzten sich Umweltaktivisten für den Schutz der Natur um den Baikalsee ein, darunter der Ökologe O. K. Gussew (1930–2012), der Geograf und Vorsitzende der Baikalkommission der Geografischen Gesellschaft der RSFSR W. W. Lamakin (1903–1971) sowie G. I. Galasi (1922–2000). Sie schlugen vor, nicht nur das östliche Ufer des Baikalsees und die Uschkani-Inseln zu schützen, sondern auch Teile des Westufers von der Ryty- bis zur Kotelnikow-Mündung. Gussew befürwortete die Bezeichnung Braunbärenufer (russisch Берег бурых медведей) für diesen Teil des Schutzgebietes.
Im Mai 1960 erließ der Ministerrat der RSFSR eine Verfügung über Schutz und Nutzung der Naturreichtümer im Baikalseebecken, die aber 1961 aufgrund einer Reorganisation des Schutzsystems nicht umgesetzt wurde. 1969 trat eine weitere Regierungsverfügung in Kraft, auf deren Basis ein Naturschutzgebiet zwischen Lena und Kirenga vorgeschlagen wurde. Das Interesse zur Gründung dieses Schutzgebietes wuchs Mitte der 1970er Jahre mit dem Baubeginn der Baikal-Amur-Magistrale und den damit einhergehenden anthropogenen Veränderungen in den angrenzenden Landschaften. 1976 wurde eine Untersuchungsexpedition in die Oblast Irkutsk entsandt, die mit der Projektierung des Naturreservats Witimski im Rajon Bodaibo beauftragt wurde. Der Vorschlag einiger Spezialisten, in diesem Zuge das Baikal-Lena-Naturreservat zu gründen, wurde vom Exekutivkomitee abgelehnt. Erst 1984, als die Biozönose bereits große Schäden durch Brände und Wilderei davongetragen hatte, wurde mit dem Entwurf eines Schutzgebietes unter Leitung von A. S. Alexandrow in diesem Landschaftsteil begonnen. Wissenschaftlicher Leiter dieser Arbeiten war der Mitarbeiter und Ökologe des Biologischen Institutes der Akademie der Wissenschaften der UdSSR J. G. Schwezow. Außerdem waren mehrere wissenschaftliche Einrichtungen Irkutsks, leitende Angestellte der Jagd- und Forstwirtschaft, Kartografen und andere Spezialisten beteiligt.
Das Schutzgebiet besteht aus drei Forstwirtschaftszonen: Braunbärenufer, Obere Lena und Kirensk. Ursprünglich unterstand es der Oberen Jagdbehörde der RSFSR und anschließend den russischen Umweltschutzorganen. Seit 2000 ist das Ministerium für Naturressourcen und Umwelt der Russischen Föderation zuständig. Im Dezember 1996 wurden die Naturreservate Baikal-Lena, Bargrusinsk und Baikal in die Liste des Weltkultur- und Naturerbe der UNESCO aufgenommen.

## Klima
Das Klima im Teil der Baikal-Region des Naturschutzgebietes wird im Wesentlichen durch den Einfluss des Baikalsees bestimmt, der einen spezifischen Komplex klimatischer Faktoren bedingt. Das spiegelt sich in besonderem Maße in der Atmosphärenzirkulation, der Temperatur sowie der Luftfeuchtigkeit wider. Die thermische Wechselwirkung des Baikals mit seiner Umgebung (kühlend im Frühjahr und Sommer, wärmend im Herbst und Winter) ist bis zu 500 m über seinem Wasserspiegel und bis zu einem Uferabstand von 1,5 bis 2 km feststellbar, abhängig von Morphologie und landschaftlichen Gegebenheiten des Uferbereiches. In bestimmter Höhe, wo die kühlende Wirkung des Sees in den Sommermonaten nicht mehr messbar ist und der Einfluss der kühleren Luftschichten noch nicht wirkt, befindet sich am Uferhang eine Zone des thermischen Maximums. Auf diese Art und Weise existieren im Baikalbecken zwei landschaftlich-klimatische Zonen: das eigene limnologische Klima des Baikals und der Klimagürtel des Hochgebirges. Im nördlichen Territorium des Naturschutzgebietes herrschen rauere klimatische Bedingungen vor. Am sommers kühleren Uferbereich werden Temperaturen von 12,1 °C (Juli) bis 13,9 °C (August) gemessen. Im vergleichsweise milden Winter liegen die durchschnittlichen Tiefsttemperaturen zwischen −10,5 °C (Dezember) und −17,9 °C (Januar). Die frostfreie Periode dauert etwa 100 bis 120 Tage. Über das Jahr verteilt fallen im Mittel 249 mm Niederschläge, wovon 70 % dieser Menge in der warmen Jahreszeit gemessen wurden. Die wenigsten Niederschläge entfallen auf den südlichen Teil des Gebietes. In der ersten Sommerhälfte sind für den ufernahen Bereich des Schutzgebietes und die mittlere Gebirgsregion ständige Nebel charakteristisch. Anhaltend starke Winde (Föhne) in der Übergangszeit zwischen Sommer und Herbst haben einen dynamischen Einfluss auf den westlichen Makrohang des Baikalgebirges sowie den angrenzenden Küstenbereich und senken außerdem die Temperatur auf der Oberfläche des Baikalsees aufgrund der Durchmischung der höheren mit den tieferen Wasserschichten.
Das Klima im Lena-Kirenga Gebiet des Naturschutzgebietes ist von kurzen warmen und feuchten Sommern geprägt. Die maximalen Durchschnittstemperaturen liegen zwischen 16,1 °C (Juli) und 13,1 °C (August). Die Winter sind lang, kalt und schneereich mit einer mittleren Minimaltemperatur zwischen −24,2 °C (Dezember) und −26,7 °C (Januar). Die frostfreie Periode ist im Gegensatz zum küstennahen Teil deutlich kürzer: 60 bis 89 Tage. Fröste wurden noch Ende Juni bis Anfang Juli beobachtet. Über das Jahr verteilt fallen 315 bis 390 mm Niederschläge, deren überwiegender Teil (66 bis 71 %) in der warmen Jahreszeit niedergeht.

## Geologie

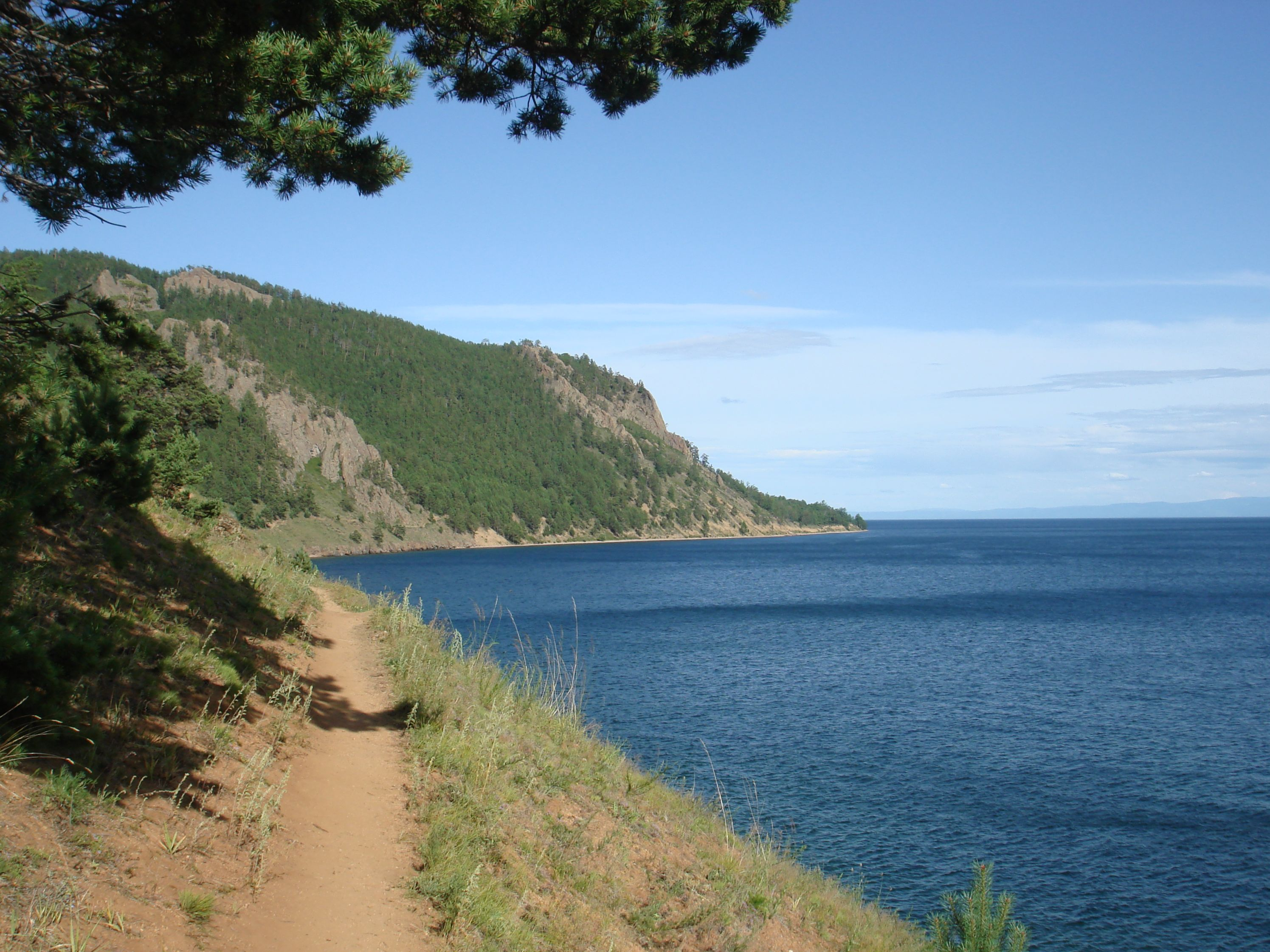
Der Great Baikal Trail am Baikalgebirge

Im südlichen Teil des Baikalgebirges dominieren Sedimente aus dem jüngeren Proterozoikum: Sandstein, Quarzite, Dolomitgestein, Kalkstein, Schiefer und andere. Intrusionen kommen als saures Gestein wie Granit oder Diabas vor. Weiter nördlich findet sich vulkanischer Tuffstein. Im Lena-Kirenga Gebiet des Naturschutzgebietes existierte bis zum jüngeren Jura ein Meer, das die Entwicklung eines mächtigen Sedimentgesteins begünstigte. Im Kern der Antiklinalen stammen Gesteine aus der Zeit des Kambriums. Die Sulfat-Karbonat-Schichten bestehen aus Dolomiten und Kalksteinen mit untergeordneten Schichten von Mergel und Anhydriten. Das Erdreich des Baikalgebirges hat eine kieshaltige Zusammensetzung. Hier breiten sich saure, organisch-kieshaltige, torfhaltige Böden aus. An der Baumgrenze herrscht humusartige Bleicherde vor.

### Relief
Das Makrorelief des Territoriums besteht aus zwei großen morphostrukturellen Einheiten: dem südlichen Drittel des Baikalgebirges und dem östlichen Rand der Baikalsenke. Die höchste Erhebung des Baikalgebirges im Schutzgebiet beträgt 2201 m über dem Meeresspiegel. Die Wasserscheidelinie verläuft auf 1700 m. Das Baikalgebirge ist asymmetrisch. Der östliche Gebirgshang fällt steil zum Baikal ab. Die Ausläufer des westlichen Gebirgshanges gehen in den abfallenden Vorgebirgssockel und den östlichen Rand der Baikalsenke über. Das Gebirge teilt das Naturschutzgebiet in zwei ungleiche (bezüglich Größe und physikalisch-geografischer Bedingungen) Teile: Baikal und Lena-Kirenga.

## Flora

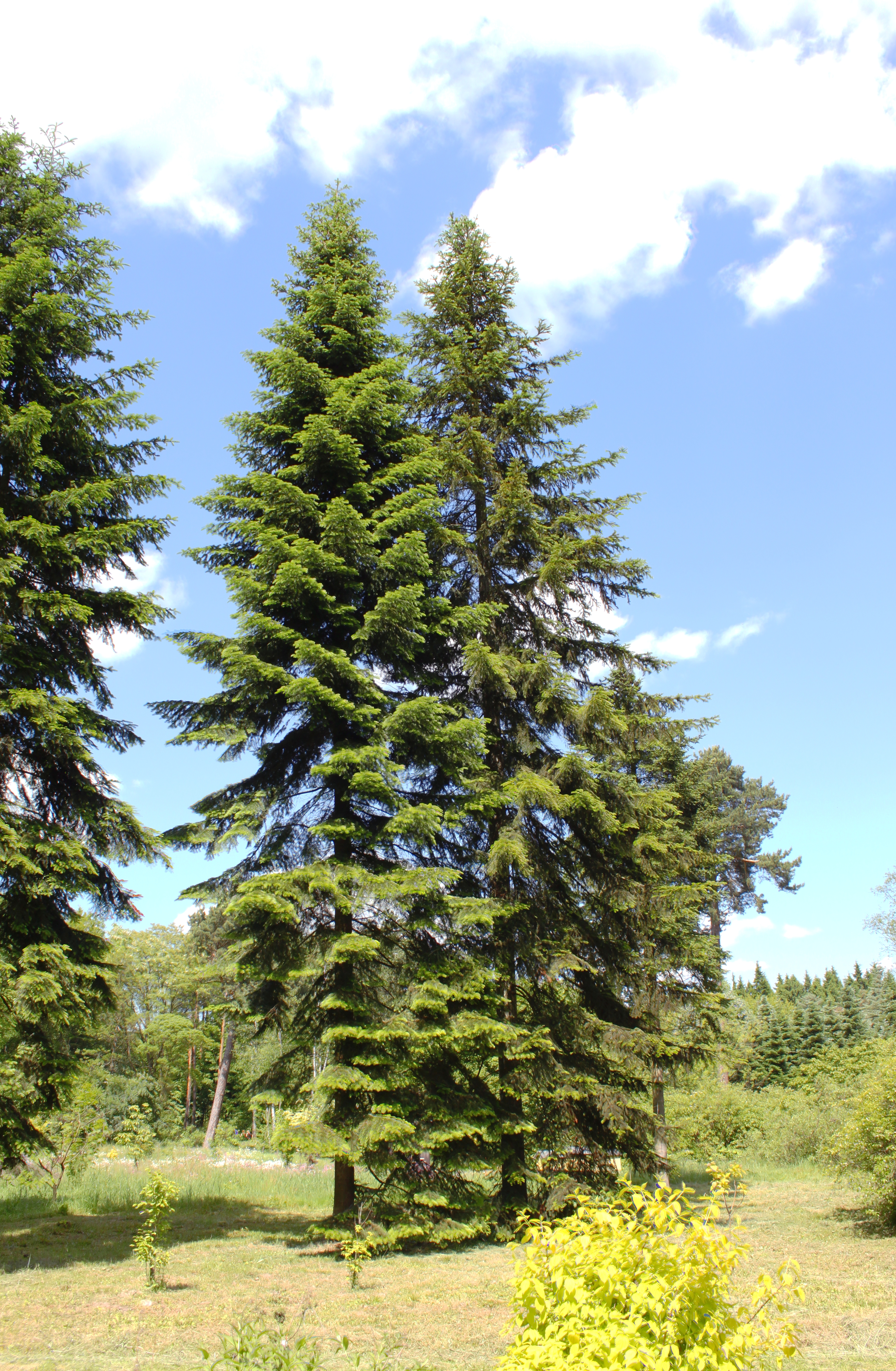
Sibirische Tanne

Auf der Fläche des Naturreservates sind 947 pflanzliche Arten und Unterarten erfasst, die zu 355 Gattungen und 90 Familien gehören. Die Pflanzenwelt ist relativ ungestört, denn nur 5 % der Arten sind eingewandert. Bedingt wird dieser Zustand durch die erschwerte Zugänglichkeit des Gebietes, die begrenzt vorhandenen Wege, auf denen Menschen Zutritt haben, und ihre Lage an der Peripherie des Schutzgebietes. Im Vergleich zu anderen Gebieten der Nördlichen Baikal-Region ist der Artenreichtum des Naturschutzgebietes höher. In ihren grundlegenden Zügen ist die Flora des Naturschutzgebietes typisch für kontinentale Gebiete der Gebirgstaiga des asiatischen Teils der Holarktis. Sie hat, obwohl wenig autonom, ihre spezifischen Eigenschaften. In den Bestand der drei, etwa gleich großen, hauptsächlichen Artenkomplexe gehen 79 % der vorhandenen Arten ein. Der Waldflorakomplex vereint 27 % der allgemeinen Artenanzahl, der Gebirgs- und Steppenflorakomplex je 26 %. Obwohl die Steppenflora die artenreichste ist, nimmt sie weniger als 5 % der Fläche des Schutzgebietes ein. Hier befindet sich ein Viertel aller vorkommenden Arten. Allochthone und autochthone Tendenzen der Florogenese sind bei Gebirgsflora ausgeglichen, allochthone überwiegen bei der Waldflora, autochthone in der Steppenflora.
Die Verbreitung der Pflanzen auf dem Gebiet des Naturschutzgebietes ist ungleichmäßig. Bestimmte Abschnitte enthalten nur spezifische Arten, die endemisch sind und nicht in anderen Teilen der Region vorkommen. In der Baikal-Region gibt es 250 spezifische Arten und Unterarten von Gefäßpflanzen, 117 im Teil des Baikalgebirges und 116 im Lena-Kirenga-Becken. Die Waldflora dominieren Arten mit einem großen Verbreitungsgebiet, bei denen der europäische Einfluss sichtbar ist. In neuerer Zeit formierte sich die Waldflora in enger Wechselwirkung mit der Pflanzenwelt der Sajan- und der Transbaikal-Region. Die Gebirgsflora ist heterogen, in ihrem Bestand gibt es alpine Arten sibirischer Herkunft, aber auch Migranten, die hauptsächlich aus den nordöstlichen Gebieten Asiens stammen.
Das Baikal-Lena-Naturreservat spielt eine entscheidende Rolle in der Erhaltung der biologischen Vielfalt. 21 % der Gefäßpflanzenarten Sibiriens, 36 % der Pflanzenarten der Baikal-Region und etwa 50 % der einheimischen Floren der Oblast Irkutsk wachsen hier. Es haben sich Populationen von 142 Arten erhalten. In den Wäldern des Schutzgebietes gibt es sechs Koniferenarten: Sibirische und Tschekanowski Lärche, Waldkiefer, Sibirische Zirbelkiefer, Sibirische Tanne und Gemeine Fichte. Die fünf dominierenden Laubbaumarten sind: Moor-Birke, Hänge-Birke, Ermans Birke, Espe und Sibirische Balsam-Pappel. Koniferenarten belegen 70,5 % und Laubbaumarten 10,2 % der waldbedeckten Fläche. Geschlossener Wald macht 86,4 % der Fläche des Naturschutzgebietes aus.

## Fauna
Im Schutzgebiet gibt es, entsprechend einer Einteilung der Lebewesen zu bestimmten Landschaften, vier Grundtypen von Tierpopulationen: Steppe, Wiese, Taiga und Hochgebirge. Es wurden insgesamt mindestens 320 Wirbeltierarten gezählt, die in sechs Klassen, 47 Gruppen, 87 Familien und 190 Gattungen eingeteilt werden konnten.

### Fische
Die Gewässer des Naturreservates sind die Heimat von etwa 15 Fischarten. In der Lena leben Arktische Äsche, Lenok, Prosopium cylindraceum und Quappe. Hecht und Flussbarsch kommen nur im See Sewernoje am Kap Pokoiny vor. Es wird die Wiederansiedlung des Taimens geplant, der vor der Gründung des Reservates ausstarb. In den Gebirgsseen finden sich Äsche und Sibirischer Saibling, in den Flüssen Phoxinus.

### Vögel

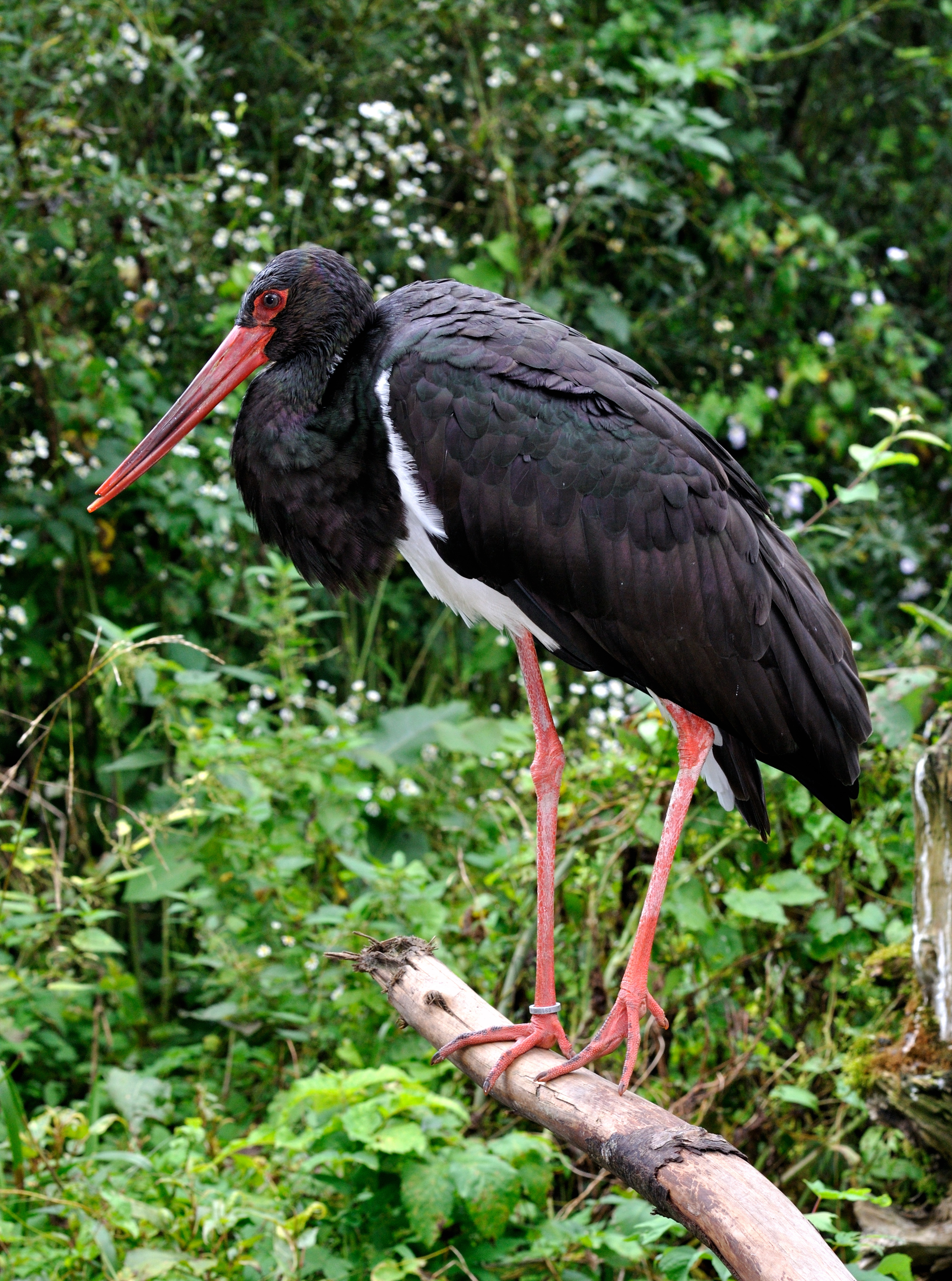
Schwarzstorch

Die Vogelwelt des Schutzgebietes umfasst 235 Arten, von denen 146 hier brüten sowie fünf überwintern. Die Großtrappe ist ausgerottet. Vögel sind typischerweise häufiger in der Bergtaiga anzutreffen, weniger in den Wasser-Sumpfgebieten, dem Hochgebirge und in den Steppenlandschaften. Von den Schreitvögeln kommen Schwarzstorch (10 bis 15 Paare mit steigender Tendenz) und Grauer Kranich nicht selten vor. Während des Vogelzuges im Frühjahr und Herbst halten sich in der Region Jungfernkranich und Graureiher auf.
Alle in dieser Region typischen Arten von Wasservögeln kommen auf dem Gebiet des Schutzgebietes vor. Ihre Populationen haben sich seit Gründung des Reservates deutlich erhöht. Im Uferbereich des Baikalsees leben häufig Samtente, Löffelente, Sichelente und Schnatterente. Seltener wurden Schneegans, Zwerggans, Gluckente und Indien-Fleckschnabelente beobachtet. Während des Vogelzuges halten sich neben verschiedenen Enten- und Gänsearten auch Schwäne und Säger in der Küstenzone auf. In den Lagunen- und Buchtenbereichen brüten etwa 30 Watvogelarten. Flussseeschwalben sammeln sich im Herbst in großen Schwärmen. An den Hochgebirgsseen leben Mornellregenpfeifer, Einsiedlerbekassine oder Asiatische Samtente.
Von den 20 Raubvogelarten werden hauptsächlich in der Bergtaiga Sperber, Habicht, Mäusebussard, Schwarzmilan und Turmfalke angetroffen. Seeadler brüten nicht mehr im Reservat. An den Nebenflüssen der Lena leben Fischadler. Charakteristisch für die Baikal-Region sind verschiedene Eulenarten, wie Waldohreule oder Sumpfohreule. In manchen Jahren werden Schneeeulen registriert.
Weiterhin wurden etwa 120 Sperlingsarten beobachtet. Im niederen Bergland sind Echte Drosselarten, Schwirle, Rotschwänze, Laubsänger, Schwalben, Stelzen u. a. zu finden, daneben im Winter Seidenschwanz, Kreuzschnabel und mehrere Arten von Rabenvögeln. Singvögel, wie Weidenmeise, Tannenmeise, Kleiber oder Grasmücken, sind typisch für den Bergtaigagürtel der Region, im alpinen Bereich kommen sie seltener vor. Dort brüten Rotschwänze, Rohrammer, Bergpieper, Braunellen oder die Kaschmirschwalbe. In den Steppenbereichen der Küstenregion brüten Isabell-Steinschmätzer, Ohrenlerche, Steinrötel und Ammerarten.

### Säugetiere
Die Säugetiere des Reservates sind besser erforscht als andere Tiergruppen. Es gibt 52 Säugetierarten, die typisch für die nordsibirischen Gebiete der Paläarktis sind, davon:
- zehn Insektenfresserarten
- sieben Fledermausarten
- 16 Nagetierarten
- zwei Hasenartige
- zwölf Raubtierarten
- eine Robbenart (die endemische Baikalrobbe)
- fünf Huftierarten

Der Zobel ist das am häufigsten auftretende Raubtier der Bergtaiga. Fast überall tritt der Vielfraß in Erscheinung. Entlang der Flusstäler verlaufen die Lebensräume von Wiesel, Otter und Hermelin. Der Dachs kommt äußerst selten vor, sein Vorkommen wurde erst 1997/98 nachgewiesen. Im südwestlichen Teil des Reservates und am Osthang des Baikalgebirges befindet sich der Lebensraum des Luchses. Es wurden bis zu 30 Individuen gezählt. Das Verbreitungsgebiet des Wolfes ist an jenes der Huftiere gekoppelt. Füchse kommen gewöhnlich häufiger in der südlichen Hälfte der Baikalküste vor. Unter den großen Raubtieren ist der Braunbär am häufigsten vorkommend. Er ist auf dem kompletten Territorium des Reservates verbreitet.

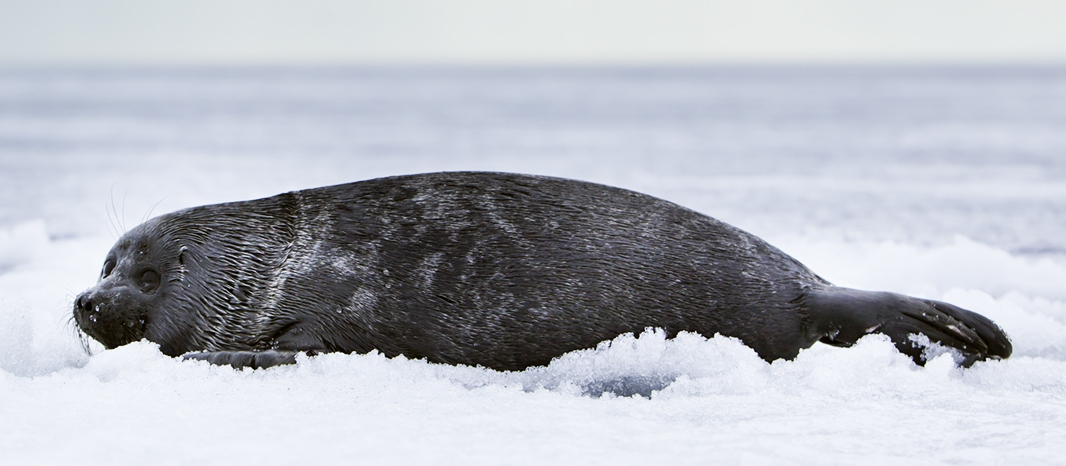
Baikalrobbe auf dem zugefrorenen Baikalsee

Die Baikalrobbe kommt gewöhnlich am Westufer des Baikalsees vor. 1984, während der Einrichtung des Schutzgebietes, wurden zwischen der Mündung des Flusses Bolschaja Ledjanaja und dem Kap Kedrowy 100 Robben gezählt, die in größeren Gruppen auftraten. Nachdem die Population zurückgegangen war, erholt sie sich gegenwärtig wieder.
Unter den Huftieren sind die Moschustiere häufig anzutreffen (15 bis 20 Individuen pro 1000 ha), insbesondere in den Wäldern des östlichen Baikalgebirges. Die Elchpopulation konzentriert sich im Sommer an einzelnen Seen und entlang der Flusstäler. In einigen Bereichen treten sechs bis acht Exemplare pro 1000 ha auf. Zum Herbst bewegen sie sich in den Südwesten, häufig auch nach außerhalb des Schutzgebietes. Die Hauptüberwinterungsplätze der Elche befinden sich entlang der Flüsse Lena und Tukolon. Das Verbreitungsgebiet des Rothirsches erstreckt sich über das gesamte Reservat. Etwa 600 Tiere leben in zwei territorialen Gruppen am Ost- und Westhang des Baikalgebirges. Rentiere leben sommers in der alpinen Zone, der Bergtundra. Dort sind dann 300 bis 400 Tiere anzutreffen. Es überwintern kaum 100 Exemplare im Tal der Lena. Außerhalb des Reservates können die Tiere gejagt werden, deshalb stagniert ihre Anzahl. Die Bestände des Sibirischen Rehs sind stabil, aber im Winter werden nicht mehr als 50 Tiere gezählt. Durch die intensive Bejagung außerhalb des Schutzgebietes verringert sich der Bestand.
Unter den Hasenartigen gibt es zwei Arten: den Schneehasen, der in den Auwäldern des Westhanges und in den lichten Wäldern der Baikalküste zu finden ist, und den Nördlichen Pfeifhasen, der in der Tundra, aber auch im Waldgürtel vorkommt.
Das Eichhörnchen nimmt eine besondere Rolle unter den Nagetieren ein. 1984 war seine Population im Vergleich zur gegenwärtigen noch groß. Selten, aber charakteristisch für die Baikaltaiga, ist das Gleithörnchen. Häufig kommt das Streifenhörnchen vor. Das seltene Schwarzhut-Murmeltier lebt an der südwestlichen Grenze des Territoriums. Wühlmäuse besitzen eine große Bedeutung in der Nahrungskette für die Raubtiere. Typische Bewohner der Taiga sind Asiatische Waldmäuse.

## Tourismus
Die abgelegene Lage, 300 km vom administrativen Zentrum des Naturreservates entfernt, begünstigt seinen guten Erhaltungszustand. Einige Teile des Schutzgebietes können weder über Wege noch Straßen erreicht werden, andere nur sommers per Schiff oder winters über den zugefrorenen Baikalsee. Diese Abgeschiedenheit erschweren Pflege, Naturschutz und Umweltbeobachtung, da die Transportkosten hoch sind.
Ökotourismus wird als potentielle Einnahmequelle für das Naturreservat gesehen, um finanzielle Probleme zu lösen. Die Parkverwaltung hat drei Wanderrouten anlegen lassen, um Abenteuertouristen mit Führern auf Expeditionen in das Baikalgebirge zu bringen. Es werden Rafting auf der Lena, eine Wanderung zur Lena-Quelle und eine Wanderung entlang der Baikalküste angeboten.